# Lista över stadsarkitekter i Borås
Historik över stadsarkitekter i Borås. 
| Namn             | Stadsarkitekt |
| ---------------- | ------------- |
| Carl H. Ossian   | 19?? - 19??   |
| Victor Breikull  | 1915 - 1929   |
| Harald Ericson   | 1929 - 1955   |
| Roland Gandvik   | 1955 - 1976   |
| Tomas Rossing    | 2000 - 2016   |
| Richard Mattsson | 2016 -        |